# Basso Yemen

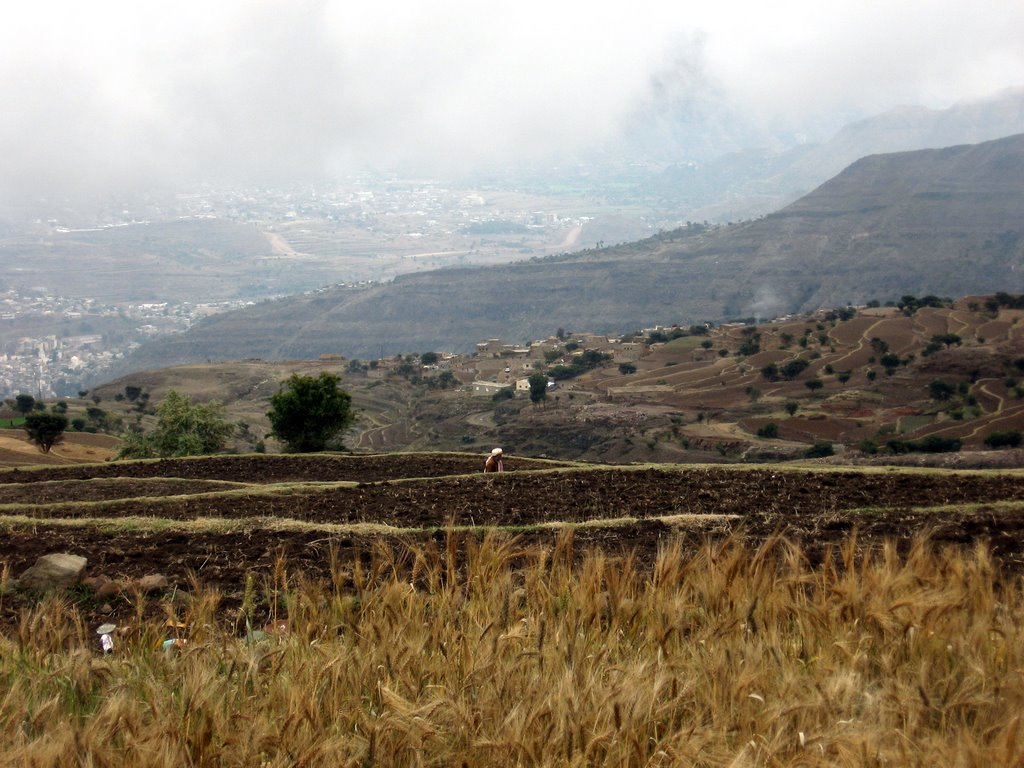
Altopiani inferiori dello Yemen vicino a Ibb.

Il Basso Yemen (in arabo اليمن السفلى‎?) e l'Alto Yemen sono le regioni tradizionali delle montagne degli altopiani nordoccidentali dello Yemen. Altopiani settentrionali e Altopiani meridionali sono termini più comunemente usati attualmente. Le montagne di Sumara appena a sud della città di Yarim denotano i confini delle due regioni. Queste due regioni tradizionali coincidono anche con le zone ecologiche di Gourchenour e Obermeyer. I principali centri urbani includono Ibb e Ta'izz.